# Kamina (Lanfièra)
Pour les articles homonymes, voir Kamina.
Kamina est une commune située dans le département de Lanfièra de la province du Sourou au Burkina Faso.